# Пам'ятки монументального мистецтва Кременчука
У Кременчуці на обліку знаходиться 7 пам'яток монументального мистецтва.
|   | Назва                                           | Розташування                                                         | Рік встановлення | Зображення |
| - | ----------------------------------------------- | -------------------------------------------------------------------- | ---------------- | ---------- |
| 1 | Пам'ятник матросам Дніпровської флотилії        | вулиця І. Приходька, біля мосту                                      | 1938             |            |
| 2 | Меморіал «Вічно живим»                          | проспект Свободи                                                     | 1973             |            |
| 3 | Пам'ятник «Макаренко і діти»                    | вулиця Л. Чайкіної, подвір'я Кременчуцького педагогічного коледжу    | 1986, 1988       |            |
| 4 | Пам'ятник Антонові Макаренку                    | вул. Макаренка, біля Педагогічно-меморіального музею А. С. Макаренка | 1988             |            |
| 5 | Пам'ятник Тарасові Шевченку                     | вул. Першотравнева, парк «Ювілейний», набережна Дніпра               | 2004             |            |
| 6 | Пам'ятник-погруддя академіку В. І. Вернадському | сквер імені Олега Бабаєва                                            | 2005             |            |
| 7 | Скульптурна композиція «Щука з Кременчука»      | парк «Придніпровський», набережна Дніпра                             | 2009             |            |